# Meerut
Meerut ([ˈmeːrʌʈʰ]ⓘ Meraṭh, en hindi: मेरठ, en urdu: میرٹھ‎) es un ciudad antigua localizada a 72 km al noreste de Nueva Delhi, en el estado de Uttar Pradesh. Perteneciente al distrito de Meerut en la cual la ciudad de Meerut está emplazada. Fue en este lugar donde comenzó la Rebelión de la India de 1857.

## Lugares
- Basílica de Nuestra Señora de las Gracias